# Semiothisa adrasata
Semiothisa adrasata là một loài bướm đêm trong họ Geometridae.